# Tronco (anatomia)
Il tronco, anche detto busto o torso, è una medesima porzione del corpo umano comprendente tre distinte porzioni ossee.

## Anatomia del torso

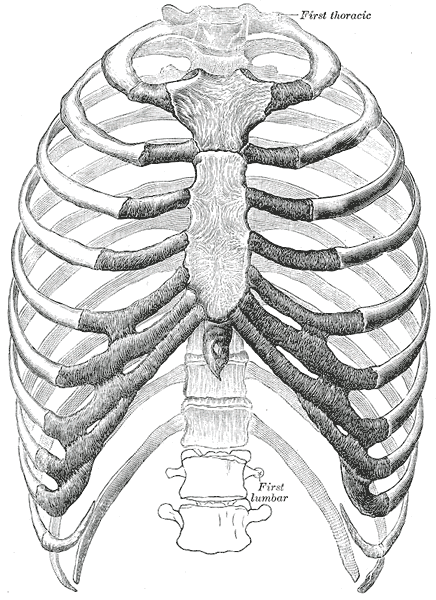
La gabbia toracica è la più importante formazione ossea del torso.

Il torso è il vero centro pulsante del corpo umano: in esso si raccolgono infatti organi vitali, importantissime ossa e numerosi muscoli. Tra le ossa ricordiamo la presenza delle clavicole e della gabbia toracica, quest'ultima formata dalle costole e dallo sterno:
- Le clavicole [dal latino clavicula, ae, nel significato di piccola asta] sono due ossa di medie dimensioni posizionate orizzontalmente nella parte più alta del torso; si collegano esternamente ciascuna ai corrispondenti scapola e omero, mentre internamente entrambe giungono allo sterno. Le clavicole sono parte integrante dei cingoli scapolari, complesse articolazioni aventi la funzione di sorreggere e muovere le spalle attraverso il moto coordinato delle tre ossa che li compongono (appunto le clavicole, ma anche gli omeri e le scapole); è importante infine dire che sono pochissimi gli animali dotati di clavicole: la maggior parte di essi non è infatti in grado di compiere il tipico movimento di rotazione del braccio umano, il quale è permesso dalla presenza di queste due fondamentali ossa.

- Lo sterno [dal greco sternon, che sta per largo, disteso] è l'osso centrale anteriore della gabbia toracica: ad esso si collegano tutte le altre ossa del torso (escluse le costole fluttuanti). Lo sterno è un osso piatto, da cui il nome, che serve come protezione al timo e soprattutto al cuore, organi basilari delle circolazioni linfatiche e sanguigna, i quali si trovano più in profondità nel torace rispetto ad esso.

- Le costole [dal latino costa], in numero di 24, sono una serie di ossa curve che partono dalle vertebre toraciche e, dopo un largo giro, giungono a congiungersi allo sterno: esse sono le componenti fondamentali della gabbia toracica. Le coste sono essenziali per compiere i due movimenti della respirazione: avvicinandosi tra loro danno luogo all'espirazione, mentre allontanandosi fanno avvenire l'inspirazione. Le prime 7, articolate direttamente con lo sterno, sono dette coste vere, dall'ottava alla decima sono dette coste false, raggiungono infatti lo sterno solo dopo essersi fuse con la settima costa, l'undicesima e la dodicesima sono dette coste fluttuanti, non sono infatti articolate con lo sterno e durante la respirazione seguono movimenti propri.

I muscoli che permettono il movimento del torso sono numerosi: tra essi ricordiamo i grandi pettorali, i piccoli pettorali, i muscoli intercostali, i muscoli dentati anteriore, posteriore superiore, posteriore inferiore e il diaframma.
- I grandi pettorali sono i più estesi muscoli del torso: essi si uniscono, simmetricamente, allo sterno, alle clavicole e agli omeri; fanno dunque parte del cingolo scapolare, in quanto servono al movimento delle spalle e delle braccia in avanti. I loro muscoli concorrenti, gli infraspinati, si trovano invece nel dorso e servono per il movimento esattamente opposto delle braccia.

- I piccoli pettorali e i muscoli intercostali sono al pari del diaframma muscoli essenziali per la respirazione, in quanto causano contraendosi l'espirazione e distendendosi l'inspirazione. I primi sono collegati alle clavicole e alle costole e vengono totalmente nascosti alla vista dai grandi pettorali, mentre i secondi sono molto numerosi e si trovano tra costola e costola, anch'essi in posizione poco visibile.

- I dentati sono dei piccoli muscoli situati simmetricamente rispetto allo sterno nei punti estremi del torso, direttamente sotto le ascelle. Il rilasciamento dei muscoli dentati permette l'aumento di volume in profondità della cassa toracica, e quindi l'inspirazione; viceversa la loro contrazione causa l'espirazione, provocando una diminuzione del volume toracico.

- Il diaframma è un muscolo interno alla gabbia toracica, esteso orizzontalmente alla base di essa da una parte all'altra; la sua funzione è duplice: principalmente i suoi movimenti permettono la respirazione (nel particolare, la sua contrazione permette l'inspirazione ed il suo rilassamento l'espirazione), siccome causano aumenti e diminuzioni del volume polmonare, ed in secondo luogo esso serve da divisione tra gli organi del torace (cuore, polmoni) e quelli dell'addome (stomaco, fegato, intestino ecc.).

Nel busto si trovano anche organi appartenenti al sistema linfatico e circolatorio: il cuore ed il timo.
- Il cuore [dal latino cors, cordis, derivante a sua volta dalla radice indoeuropea skar, skard che indicava salto o battito] è l'organo centrale dell'apparato circolatorio: la sua funzione è pompare il sangue povero di ossigeno ricevuto dalle vene nelle arterie, affinché esso passi attraverso i polmoni e venga ossigenato. In quanto garantisce la vita, esso è uno degli organi più protetti dell'intero organismo umano: ai lati, posteriormente e superiormente è difeso dalla massa dei polmoni, in basso dal diaframma e sul davanti dallo sterno.

- Il timo è invece un organo del sistema linfatico, situato dietro lo sterno e davanti al cuore; il suo ruolo all'interno dell'organismo è generare, durante l'infanzia, i linfociti T: nel corso della crescita esso comincia ad atrofizzarsi, fino al momento in cui tutto il tessuto linfatico è stato sostituito da adipe (nell'adulto). Giunti a questo punto, il timo non è più in grado di svolgere la sua attività, e quindi non è più un organo essenziale: un uomo che abbia superato la pubertà può benissimo vivere senza di esso.

Anche alcune parti dell'apparato respiratorio e di quello digerente, come i polmoni, la trachea, i bronchi e l'esofago, si trovano nel torso:
- La trachea [dal greco θρακεια, rugosa, a causa della sua conformazione ad anelli] e i bronchi [dal greco βρογκος, significante ramo, per via della loro struttura arboriforme] sono due importanti tratti dell'apparato respiratorio. La prima si collega superiormente alla laringe, ed è costituita da un tubo molle reso solido dalla presenza di diversi anelli cartilaginei disuguali; al suo interno sono presenti alcuni peduncoli o peli aerei. I secondi sono una diretta diramazione della trachea: partendo da essa, ognuno giunge ad immettersi in un polmone. La loro struttura è simile a quella tracheale: anch'essi sono circondati da formazioni di cartilagine e dotati di peli protettivi.

- I polmoni [dal latino pulmo, monis, derivante dalla radice pul- nel significato di galleggiare: questo è infatti l'effetto di un polmone immesso nell'acqua] sono invece due grossi organi interni, i più voluminosi del torso. La loro funzione è ossigenare il sangue, che passa attraverso le vene e le arterie polmonari, grazie all'aria ricca di ossigeno ricevuta dai bronchi e contemporaneamente liberare gli eritrociti dell'anidride carbonica; tali scambi avvengono all'interno di apposite minuscole sezioni chiamate alveoli polmonari.

- L'esofago [dal greco οesophagus, a sua volta derivante dalle voci oiso e phagein, che significano portare e mangiare; lett. ciò che trasporta il cibo] è un tratto intermedio del tubo digerente, l'unico che appartiene al torso; esso consiste in un fascio muscolare mucoso all'interno che, grazie ai movimenti peristaltici, trasporta, raffreddandolo, il bolo alimentare fino allo stomaco. Esso ha dunque due soli collegamenti: quello superiore con la faringe e quello inferiore con il cardias, la bocca dello stomaco.

Infine, nella parte esterna del torso ci sono anche i seni, appartenenti all'apparato genitale femminile:
- Le mammelle, presenti solo nella donna ed in numero di due, sono ghiandole esterne simmetriche rispetto allo sterno atte alla produzione di latte durante il periodo dell'allattamento; ognuna di esse è costituita da una massa adiposa tondeggiante, da un'areola e da un capezzolo, quest'ultimo posseduto anche dall'uomo. Visibilmente i torsi del maschio e della femmina restano esternamente uguali fino alla pubertà, momento in cui inizia nelle ragazze lo sviluppo e l'ingrandimento del seno in vista della maternità; nessuna modificazione si nota invece nell'uomo se non in tarda età, a causa della diminuzione del tono muscolare.

## Patologie del torso
In quanto formato da numerose e differenti sezioni, è impossibile parlare di malattie che colpiscano il torso in generale.